# اختلال وظيفي للعقدة الجيبية
الاختلال الوظيفي للعقدة الجيبية (بالإنجليزية: Sinus node dysfunction)، وتُعرف أيضًا بمتلازمة العقدة الجيبية المريضة، وهي مجموعة من اضطرابات النظم القلبي تحدث عادةً نتيجة خلل في وظيفة العقدة الجيبية، وهي المنظم الرئيسي لضربات القلب. تعتبر متلازمة تسرع القلب-بطء القلب نوعًا من متلازمة العقدة الجيبية المريضة تتبادل فيها اضطرابات النظم القلبي بين تسارع وتباطؤ ضربات القلب. 

## العلامات والأعراض
لا تظهر أي أعراض غالبًا في حالة الاختلال الوظيفي للعقدة الجيبية، خاصةً في المراحل المبكرة من المرض. تظهر العلامات والأعراض عادةً في المراحل المتقدمة من المرض ويصاب أكثر من 50% من المرضى بالإغماء أو نوبات عابرة من شبه الإغماء بالإضافة إلى حالات متبادلة من تباطؤ وتسارع ضربات القلب، ما يُعرف بمتلازمة تسرع القلب-بطء القلب. يمكن أن تتضمن الأعراض الظاهرة التشوش الذهني، والإرهاق، والخفقان، وآلام الصدر، وضيق التنفس، والصداع، والغثيان. يمكن أن يُصاب المرضى أيضًا بأعراض فشل القلب الاحتقاني، أو السكتة الدماغية، أو نوبات نقص التروية العابرة بسبب اضطرابات النظم القلبي.

### المضاعفات
تعتبر الإصابة بمتلازمة تسرع القلب-بطء القلب أكثر المضاعفات شيوعًا في حالات الاختلال الوظيفي للعقدة الجيبية، مع اضطرابات في النظم الأذيني للقلب مثل تسرع القلب الأذيني، والرجفان الأذيني، والرفرفة الأذينية. تزيد هذه الاضطرابات النظمية من خطر تكون الجلطات في الأذين، بالإضافة إلى الانصمام، والسكتة الدماغية.
وتعتبر الإصابة بتوقف العقدة الجيبية، أو الإحصار الجيبي الأذيني، أو الإحصار الأذيني البطيني، بالإضافة إلى الأنواع الأخرى من اضطرابات النظم القلبي، من المضاعفات الشائعة أيضًا. يرتبط الاختلال الوظيفي للعقدة الجيبية ارتباطًا وثيقًا بوجود الرجفان الأذيني نتيجةً للسبب المشترك بينهما في إعادة الهيكلة الأذينية.

## الأسباب
يمكن أن يحدث الاختلال الوظيفي للعقدة الجيبية نتيجةً لعوامل داخلية وخارجية تؤثر على الأداء الطبيعي للعقدة الجيبية. تتضمن الأسباب الداخلية التنكس، أو الاختلال الوظيفي، أو إعادة هيكلة العقدة الجيبية، بينما يمكن أن تسبب العوامل الخارجية اضطرابات في النظم الأذيني، أو تسبب تفاقم هذه الاضطرابات إذا كانت موجودةً بالفعل. عادةً ما تكون الأسباب الداخلية مسؤولةً عن الاختلال الوظيفي الدائم للعقدة الجيبية بينما تكون الأسباب الخارجية عادةً مسؤولةً عن الحالات المؤقتة من هذا الاختلال.

### الأسباب الداخلية
يعتبر التليف التنكسي، المرتبط بالعمر، للعقدة الجيبية أكثر الأسباب الداخلية شيوعًا لهذا المرض. وتتضمن الأسباب الداخلية الأخرى اختلالات وظيفية وراثية في قنوات الأيونات، وأمراض إعادة الهيكلة القلبية مثل فشل القلب، والرجفان الأذيني، والأمراض الارتشاحية مثل داء الساركويد، والداء النشواني، وداء الاصطباغ الدموي، وأمراض النسيج الضام، بالإضافة إلى الأسباب الالتهابية مثل حمى الروماتيزم، وداء شاغاس، وداء لايم، بالإضافة إلى التغيرات التصلبية العصيدية والإقفارية بشريان العقدة الجيبية.
يعتبر الاختلال الوظيفي الوراثي للعقدة الجيبية مرتبطًا بطفرات الجين المسؤول عن تكوين وحدة ألفا الفرعية لقناة الصوديوم (SCN5A).

### الأسباب الخارجية
يمكن أن تقع تغيرات على وظيفة العقدة الجيبية نتيجةً لبعض الأدوية القلبية الشائعة مثل حاصرات المستقبل بيتا، وحاصرات قنوات الكالسيوم، والديجوكسين، والأدوية المثبطة لتأثير العصب الودي، بالإضافة إلى الأدوية الأخرى المضادة لاضطرابات النظم القلبي؛ ما يؤدي إلى اضطرابات في النظم القلبي مثل متلازمة العقدة الجيبية المريضة. يمكن أيضًا لاضطرابات الكهارل، مثل فرط بوتاسيوم الدم، ونقص بوتاسيوم الدم، ونقص كالسيوم الدم، أن تغير من الوظيفة الطبيعية للعقدة الجيبية. ويعتبر قصور الدرقية، ونقص التأكسج، وانخفاض درجة الحرارة، بالإضافة إلى العديد من السموم المختلفة، من العوامل الخارجية المرتبطة بالاختلالات الوظيفية للعقدة الجيبية.

## العلاج
يعتبر السبب الرئيسي للبدء في العلاج وجود أعراض ظاهرة للمرض. ويعتبر منظم ضربات القلب طريقة العلاج الرئيسية في حالات الاختلال الوظيفي للعقدة الجيبية المصحوب بالأعراض. تهدف هذه الوسيلة العلاجية إلى تخفيف أعراض الاختلال الوظيفي للعقدة الجيبية مع تحسين جودة الحياة. يفضل استخدام منظم ضربات القلب مزدوج الغرف بسب احتمالية تكون إحصار أذيني بطيني، كما أنه أكثر فاعليةً، من ناحية التكلفة، على المدى الطويل مقارنةً بمنظم ضربات القلب ذي الغرفة الواحدة. 
في متلازمة تسرع القلب-بطء القلب، يمكن معالجة تسرع القلب الأذيني بالاعتماد على العلاج الدوائي. ومع ذلك، يمكن أن تسبب هذه الأدوية تفاقم حالات بطء القلب الموجودة بالفعل. وبالتالي، يُزرع بالمريض منظم لضربات القلب مزدوج الغرف ليكون قادرًا على التعامل مع تسرع القلب الأذيني بالإضافة إلى بطء القلب أيضًا، قبل البدء في العلاج الدوائي.